# Leptothorax desioi
Leptothorax desioi är en myrart som beskrevs av Menozzi 1939. Leptothorax desioi ingår i släktet smalmyror, och familjen myror.

## Underarter
Arten delas in i följande underarter:
- L. d. desioi
- L. d. melanicus